# Ильинское (Малоярославецкий район)

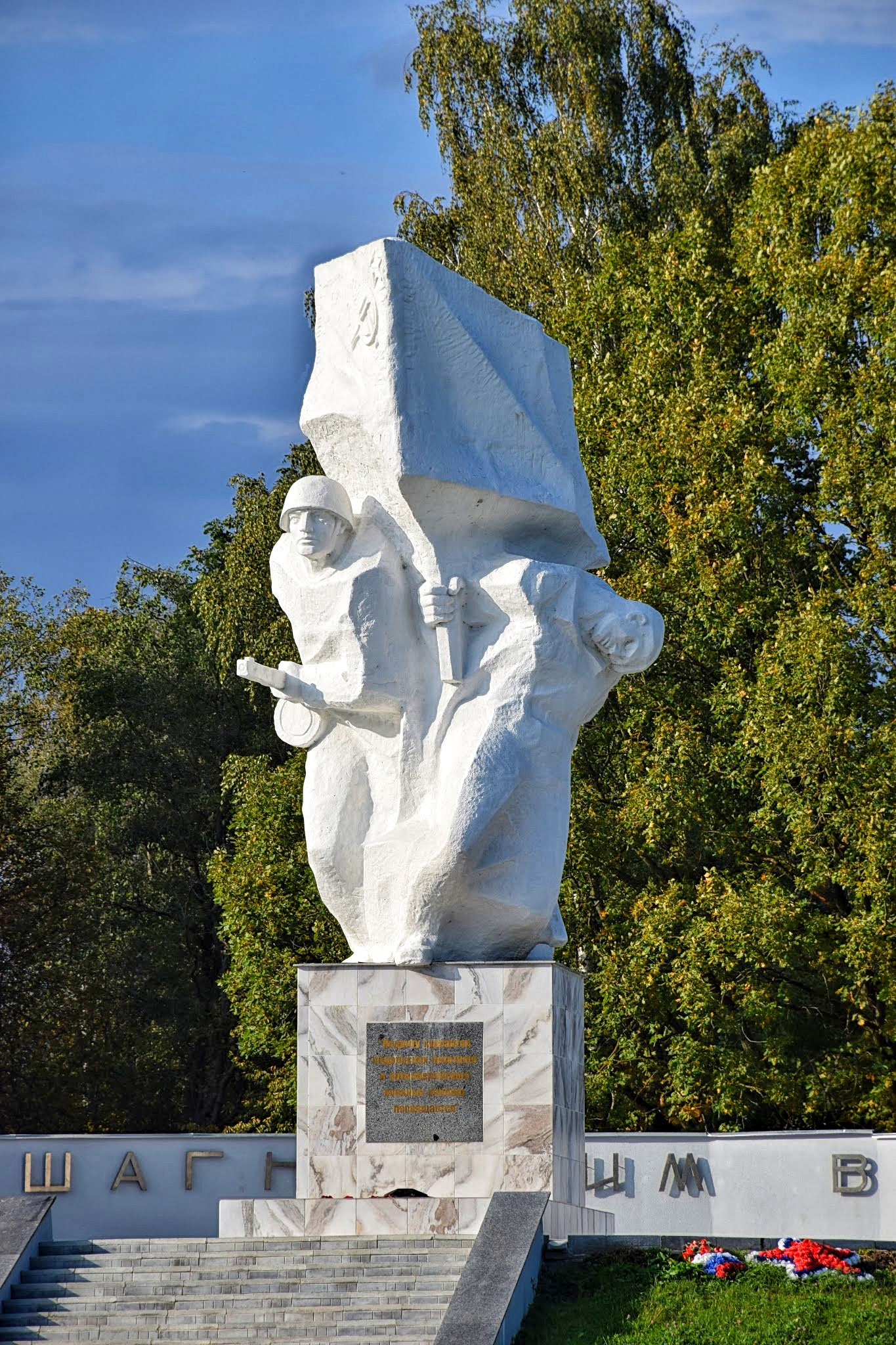
Памятник в Ильинском

Ильинское — село в Малоярославецком муниципальном районе Калужской области. Административный центр сельского поселения «Село Ильинское» (Малоярославецкий район).

## География
Село Ильинское находится на отрезке Малоярославец—Медынь Варшавского шоссе. Село стоит на реке Лужа и её притоке Выпрейке. Ближайший город — Малоярославец (19 км), а также село Кудиново (5 км) и деревня Сокольники 2-е (4 км).

## Этимология
Название происходит от календарного русского имени Илья.

## История
В 1782-году Ильинское — село Боровского уезда, при нём деревни Панова и Рыбина, селе церковь Ильи Пророка и Ильинский погост. Владеет княгиня Марья Николаевна Козловская.
В XIX веке именовалось Ильинское (Рыбино).
В 1845 ом году строится каменная Ильинская церковь.

### XX век
06 июля 1941 года в строительстве участка Можайской линии обороны в районе Ильинское — Сергеевка участвуют части 17-й Московской дивизии народного ополчения (17 дНО)
05 октября 1941 года был захвачен Юхнов.
10 октября 1941 года остатки передового отряда Подольских военных училищ, отступая, вышли к Ильинскому и соединились с основными силами училищ.
11 октября 1941 года противник взял Медынь и продолжил движение на восток. 57-й моторизованный корпус Вермахта(200 танков, 20 000 пехоты) атаковал участок Ильинского сектора 37-го (Малоярославецкого) укрепрайона Можайской линии обороны.
Со стороны РККА к 11.10.1941 в районе села Ильинское сосредоточились:
- 312-я стрелковая дивизия
- 17-я танковая бригада
- 53-я стрелковая дивизия
- роты курсантов Подольских пехотного и артиллерийского училищ

312-я стрелковая дивизия 11.10.1941 года вошла в состав Московского военного округа и заняла Малоярославецкий боевой участок. В районе Лукьяново (2,6 км на северо-запад от Ильинского) оборону держали приданный 108-й полк и 1079-й полк дивизии.
Группа сапёров (17 человек) отдельного сапёрного батальона 312-й дивизии под командой младшего лейтенанта Нилова на двух машинах с взрывчаткой и 180 минами выдвинулась по шоссе в район Ильинского для подрыва дороги и мостов.
13 октября 1941 года 53-я стрелковая дивизия с 17-й танковой бригадой наступали от Ильинского вдоль Московского (Варшавского) шоссе и овладели Сокольниками. После боя 17-я тбр сосредоточилась в районе Ильинского. 312-я стрелковая дивизия с 108-м запасным полком связи, курсантами Подольских училищ обороняли укрепрайон на рубеже Юрьевское—Остреево—Ильинское—Вихляево—Машкино—Касилово.
Авиация противника бомбила Ильинское
15 октября 1941 года 312-я стрелковая дивизия продолжала оборонять Ильинское. 17 октября 1941 года роты Подольских училищ и 312-я дивизия удерживали Ильинское. 18 октября 1941 года 312-я дивизия отошла в восточном направлении. Немцы захватили Малоярославец.
14 января 1942 года Ильинское было освобождено от противника частями 43-й армии Голубева

## Население
| 2002 | 2010 |
| ---- | ---- |
| 1022 | ↘980 |

## Транспорт
В Ильинском останавливаются большинство автобусов, следующих от Малоярославца в Медынь, Калугу, Юхнов и другие города Калужской области.